# Goodnestone (Swale)
Pour les articles homonymes, voir Goodnestone.
Goodnestone est un village et une paroisse civile situé à l'est de Faversham dans le sud-ouest de l'Angleterre. Le village est principalement organisé autour de la route « Head Hill Road » en direction de Graveney.

## Toponymie
Le village a été référé en 1242 comme « Godwineston », ce qui signifie « la ferme ou l'établissement de Godwin ». En 1798, Edward Hasted se réfère au village en le désignant par le nom « Goodneston ».

## Monuments
L'église de Saint-Barthélemy est une église normande, construite aux alentours des années 1100, classée édifice d'un intérêt exceptionnel (Grade I), et est de ce fait préservée. L'église n'a pas été utilisée pour le culte régulier depuis 1982, mais en 1996 elle a été investi par l'organisation Churches Conservation Trust. L'église a été réparé en 1997, et en 2006, elle a été entendue pour être encore consacrée.
L'autre bâtiment classé bâtiment particulièrement important (Grade II*) dans le village est la Cour de Goodnestone.